# Kétszáz magyar forint (bankjegy, 1998)
Az először 1998-as évszámmal nyomtatott kétszáz forintos egy forintbankjegy. Az 1997-től fokozatosan bevezetett forintsor legkisebb címlete 1998. május 1-jén, harmadikként került forgalomba, átvéve az ezüst kétszázasok szerepét. 1918 óta ez az első kétszázas papírpénzcímlet Magyarországon. A százas és ötszázas közötti címlet kibocsátásával egyenletesebbé kívánta tenni a jegybank a címleteloszlást, erre ugyanis az 1992-ben és 1994-ben kiadott ezüst kétszázasok nem voltak alkalmasak, emiatt ezeket még a papírcímlet bevezetése előtt, 1998. április 3-ig kivonták a forgalomból. Az új bankjegy igen sűrűn forgott, így a kis értékű papírpénz hamar tönkrement a forgalomban, ezért a jegybanknak jelentős összeget kellett a pótlására fordítani. Ráadásul a bankjegyen szereplő portréról időközben kiderült, hogy nem sok köze van az ábrázolni kívánt uralkodóhoz (Károly Róbert), hanem a tervező egy ismerőse volt a modell. Végül a kétszáz forintos címletet ismételten érmeként hozták forgalomba 2009. június 15-én, majd a bankjegyet 2009. november 15-i határidővel bevonták. (A megsemmisítésre szánt bankjegyekből az MNB negyven tonna brikettet állít elő, s az így létrejövő, igen magas fűtőértékű pénztéglákat három közhasznú, illetve kiemelten közhasznú alapítványnak ajánlotta fel.) A jegybank 2029. november 15-ig garantálja a 200 forintos bankjegyek cseréjét törvényes fizetőeszközre.

## Leírás
A bankjegy biztonsági papírra készült, amelyben UV-fény alatt fluoreszkáló rostok, az előoldali portréval megegyező vízjel és feliratos biztonsági szál van. A biztonsági szálon a MAGYAR NEMZETI BANK • felirat olvasható.
Az előoldalon jobbra a Vagyóczky Károly által készített portré látható KÁROLY RÓBERT felirattal. Mivel Károly Róbertről hiteles ábrázolás nem maradt fenn, az arckép idealizált, a modell a pénzjegynyomdának beszállító biztonsági cég ügyvezetője.
Ezen a pénzjegyen is van egy két betűből és hét számjegyből álló sorozatszám, az első betű (amely egy adott címletnél állandó) ezen bankjegycímlet esetén az „F”.

## Biztonsági elemek

### 1998-as kiadástól
- metszetmélynyomtatás
- biztonsági szál, rajta a MAGYAR NEMZETI BANK felirat
- mikroírás
- vízjel (az arckép tükörképe)
- UV-fényben fluoreszkáló rostok
- UV-fényben fluoreszkáló sorszám
- rejtett kép (MNB)
- illeszkedőjel (H)

### 2001-es kiadástól
- napfényben láthatatlan, UV-fényben fluoreszkáló ábra a vízjelmezőben (makkos tölgyfagally, a Diósgyőri Papírgyár jele)

## Változatok
A bankjegyet nyolcféle keltezéssel adták ki, melyeken eltérőek az aláírások. Ezenkívül eltérés a 2001-től kezdve kiadott bankjegyeken az aláírók titulusainak elmaradása (akárcsak valamennyi bankjegyen 2000-től kezdve) és a vízjelmezőbe helyezett fluoreszkáló biztonsági jel.
| Keltezés      | Aláírások       | Aláírások        | Aláírások       | Katalógusszám | Katalógusszám | Katalógusszám |
| Keltezés      | Alelnök         | Elnök            | Alelnök         | Pick          | L–N           | Adamo         |
| ------------- | --------------- | ---------------- | --------------- | ------------- | ------------- | ------------- |
| BUDAPEST 1998 | SZAPÁRY GYÖRGY  | SURÁNYI [György] | BODNÁR [Zoltán] | 178           |               |               |
| BUDAPEST 2001 | SZAPÁRY GYÖRGY  | JÁRAI ZSIGMOND   | ADAMECZ [Péter] | 187a          |               |               |
| BUDAPEST 2002 | SZAPÁRY GYÖRGY  | JÁRAI ZSIGMOND   | ADAMECZ [Péter] | 187b          |               |               |
| BUDAPEST 2003 | AUTH H[enrik]   | JÁRAI ZSIGMOND   | RIECKE WERNER   | 187c          |               |               |
| BUDAPEST 2004 | AUTH H[enrik]   | JÁRAI ZSIGMOND   | SZAPÁRY GYÖRGY  | 187d          |               |               |
| BUDAPEST 2005 | ADAMECZ [Péter] | JÁRAI ZSIGMOND   | AUTH H[enrik]   | 187e          |               |               |
| BUDAPEST 2006 | ADAMECZ [Péter] | JÁRAI ZSIGMOND   | AUTH H[enrik]   | 187f          |               |               |
| BUDAPEST 2007 | AUTH H[enrik]   | JÁRAI ZSIGMOND   | SZAPÁRY GYÖRGY  | 187g          |               |               |

## Külső hivatkozások
- Pénzportál Garami Erika: A 200 forintos bankjegy (2007. december 13.)